# Alho Alhoniemi
Alho Esa Vesa Alhoniemi, född 14 maj 1933, är en finländsk språkvetare och professor emeritus vid Åbo universitet. Han specialiserar sig i de finsk-ugriska språkens syntax.
Alhoniemi disputerade 1967 på en avhandling om mariskan. Under perioden 1969–1971 tjänstgjorde han som biträdande professor i finska språket vid Åbo universitet och blev utsedd till professor i finsk-ugriska språk 1971. Från 1971 till 1979 var han ordförande i sällskapet Suomen kielen seura. År 1981 utnämndes han till ledamot av Finska Vetenskapsakademien.
Han utsågs 1994 till hedersdoktor vid Uppsala universitet och pensionerades 1996.